# Argulus personatus
Argulus personatus is een visluizensoort uit de familie van de Argulidae. De wetenschappelijke naam van de soort is voor het eerst geldig gepubliceerd in 1913 door Cunnington.